# Прихоплення бурильної колони
Прихоплення бурильної колони — одне із найважчих ускладнень, які виникають у процесі буріння свердловини.
За характеристикою утримувальної сили і обставин їх виникнення, прихоплювання ділять на три групи:
а) прихоплювання через перепад тиску, або диференційні;
б) прихоплювання у жолобі і внаслідок заклинювання колони труб стороннім предметом;
в) прихоплювання через обсипання та обвалювання гірської породи, повзучості пластичних порід, осідання твердої фази і шламу.

## Загальний опис
Прихоплення колони труб є одним із найважчих ускладнень, які виникають у процесі буріння свердловини. Зі збільшенням глибини свердловини кількість і складність прихоплень бурильної колони зростають.
Нерідко для підйому колони із свердловини необхідно прикласти навантаження, що значно перевищує вагу колони. Таке ускладнення називають затяжкою. Якщо зрушити колону з місця не вдається, прикладаючи навантаження, при якому напруження в трубах наближаються до їх міцності, або допустимої вантажопідіймальності вишки чи талевої системи, ускладнення називається прихоплюванням. Якщо для ліквідації прихоплювання прикласти більше навантаження, то ускладнення може перейти в аварію.
Зі збільшенням глибини свердловини кількість і складність прихоплень бурильної колони зростають.
Нерідко для підйому колони із свердловини необхідно прикласти навантаження, що значно перевищує вагу колони. Таке ускладнення називають затяжкою. Якщо зрушити колону з місця не вдається, прикладаючи навантаження, при якому напруження в трубах наближаються до їх міцності, або допустимої вантажопідіймальності вишки чи талевої системи, ускладнення називається прихоплюванням. Якщо для ліквідації прихоплювання прикласти більше навантаження, то ускладнення може перейти в аварію.
Прихвати колон труб (бурильних, обсадних або насосно-компресорних) належать до поширених і важких ускладнень у бурінні, причиною яких є виникнення сили, яка утримує колону труб. У процесі буріння свердловини можуть виникати різні прихвати, з яких найпоширенішими є такі:
- під дією перепаду тиску у свердловині і пласті;
- внаслідок заклинювання низу колон під час їх переміщення у свердловині;
- внаслідок жолобоутворення;
- внаслідок сальникоутворення;
- внаслідок порушення стійкого стану порід у стінках свердловини;
- внаслідок заклинювання породоруйнівного інструменту;
- внаслідок порушення режиму промивки;
- у процесі випробування свердловин випробувачами пластів.

Виникають також прихвати геофізичних та інших приладів, що спускаються на кабелі.

## Причини прихвоплень технологічного характеру
- Прилипання через великий перепад тиску між свердловиною і пластом.
- Заклинювання долота породою.
- Буріння без промивання або при недостатній продуктивності насосів.
- Недостатнє очищення стовбура і скупчення шламу в свердловині.
- Негерметичність бурильної колони.
- Промивання різьбових з‘єднань.
- Пропуски розчину через ніпель забійного двигуна.
- Буріння з великою механічною швидкістю без достатнього видалення шламу.
- Посадка долота в шламові пробки в стовбурі або на вибої.
- Обвал породи з втратою циркуляції та викиді.
- Утворення сальників.
- Заклинювання труб у жолобах.

## Діагностика прихоплень
Діагностика прихоплень розглядає такий перелік ознак і факторів:
- місце прихвату (розташування меж прихвату);
- глибина свердловини та розташування в ній інструменту, а також властивості породи і пласта (літологія, тектоніка, проникність, пластовий тиск, температура, флюїдонасиченість), особливості стовбура свердловини (діаметри, наявність каверн, жолобів, перегинів), характер траєкторії свердловини (зенітний і азимутальний кути), характеристика інструменту в зоні прихвату;
- технологічні властивості бурового розчину (густина, фільтрація, реологічні параметри, мастильна здатність та ін.);
- характер циркуляції бурового розчину після прихвату (витрата, перепад тиску під час промивки);
- ускладнення, що передували прихвату, та брак під час виконання допоміжних робіт (осипання, затягування, посадки, падіння сторонніх предметів у свердловину);
- додаткові ускладнення, що мали місце в процесі ліквідації прихвату.

Використовуючи подану систематику ознак і класифікацію прихватів, можна з достатньою достовірністю діагностувати різновиди прихвату.

## Загальні технологічні заходи по попередженню виникнення прихоплення
- Зниження густини бурового розчину.
- Застосування центраторів.
- Застосування ОБТ квадратного перетину й ОБТ зі спіральною канавкою.
- Створення на інструменті міцних мастильних плівок.
- Застосування емульсійних розчинів на нафтовій основі.
- Не допускати різкої зміни кривизни. При наявності затягувань при двох рейсах застосовувати вивідні калібратори.
- Не допускати посадок. Величина натяжки для звільнення прихоплення в три рази більше допущеної посадки.
- Дотримуватися гідравлічної програму по очищенню стовбура.
- Обмежувати механічну швидкість проходки.
- При бурінні з утратою циркуляції заповнювати свердловину в‘язким буровим розчином.
- Підвищувати в'язкість розчину для поліпшення виносу шламу.
- Шарошечне долото спускати обережно в інтервалах пробурених алмазним долотом і навпаки.
- При бурінні турбобурами алмазними долотами, над долотом встановлювати розширювачі для згладжування сходинок.
- Використовувати яси в компонуванні бурильної колони.

Для ліквідації прихоплень у практиці буріння застосовують такі основні способи та пристрої:
- Гідроімпульсний спосіб, розрізняють прямий спосіб (ПГІС) та обернений (ОГІС). Схема обв'язки устя свердловини, технологічні розрахунки та технологія встановлення обох гідроімпульсних способів описана у літературі.
- Вибуховий спосіб; для ліквідації прихоплень застосовують торпеди з детонуючим шнуром (ТДШ) та корпусні торпеди з детонуючим шнуром (КТДШ). Вибір заряду, конструкція торпед та технологія ліквідації прихоплень наведена у додатковій літературі.
- Установлення рідинних ванн, серед яких найрозповсюдженішими є нафтові ванни. Технологічні розрахунки, технологія установлення нафтової ванни наведені у практикумі з цієї дисципліни. Схему обв'язки устя при установленні нафтової ванни студенту рекомендовано розробити самостійно.
- Застосування ударних механізмів: гідравлічний ударний механізм (ГУМ), збуджувач пружних коливань (ВУК), пристрій для ліквідації прихоплень (УЛП), яс ударний (ЯУ), яс ударно-вібраційний (ЯУВ) тощо. Конструкцію, технологію роботи з ударними механізмами наведено у літературі.
- Використання випробувачів пластів або пристрою для ліквідації прихоплень пониженням тиску бурового розчину в затрубному просторі (УЛПП).
- Комбінований спосіб (наприклад, нафтова ванна та один із ударних механізмів). Студент на основі аналізу наведених вище способів самостійно розробляє технологію комбінованого способу.
- Оббурювання та витягування прихопленої колони частинами, спосіб довготривалий, а тому застосовується не часто.
- Встановлення цементного моста, забурювання нового ствола та перебурювання втраченого інтервалу свердловини.

## Ліквідація прихоплення бурильної колони
Ліквідація прихоплювання зводиться до усунення або зменшення сили, що утримує інструмент, до величини, при якій інструмент можна звільнити. Для вибору технологічного рішення необхідно визначити місце і тип прихоплювання або характер утримувальної сили.
Сучасні способи дозволяють визначити верхню границю зони прихоплювання. Місце прихоплювання визначають на основі заміру пружного видовження вільної частини бурильної колони або за допомогою спеціальної геофізичної апаратури.
Перший спосіб застосовують у свердловинах, коли силою тертя колони об стінки можна знехтувати, а утримувальна сила створює жорстке защемлення.
Для визначення межі прихоплювання за допомогою спеціальної апаратури використовують прихоплювачовизначники та індикатори місця прихоплювання, які спускають усередину прихопленої колони на каротажному кабелі.
Існуючі способи ліквідації прихоплювання основані на застосу-ванні механічних, гідравлічних і фізико-хімічних дій на зону прихоп-лювання або їх комбінацій.
Фізико-хімічні способи основані на закачуванні у зону прихоп-лювання порцій спеціальних рідин (рідинні ванни), які послаблюють або ліквідовують утримуючу силу. Рідинні ванни використовують для ліквідації прихоплювань за умови збереження циркуляції промивальної рідини.
Гідравлічні способи базуються на зміні гідравлічного тиску у зоні прихоплювання внаслідок регулювання гідростатичної складової або формування гідравлічних імпульсів і хвиль у стовпі промивальної рідини (трубах і затрубному просторі).
Гідроімпульсний спосіб рекомендується застосовувати для ліквідації диференційних прихоплювань, при заклинюванні колони у жолобі та прихоплювань, що виникли при підйомі бурильної колони. Його можна реалізувати перш за все за наявності циркуляції промивальної рідини, а іноді і при її відсутності (прихоплювання внаслідок осідання шламу).
При механічних способах використовують ударні механізми (яси), з допомогою яких здійснюють удари, які передаються прихопленій частині колони бурильних труб.
Комбіновані способи — поєднання фізико-хімічної дії з механічною тощо.